# 김진두
김진두는 대한민국의 YTN 기자이다. (YTN 24)

## 경력
- 1994년 YTN 기자 입사 (YTN 24)
- 2025년 8월 ~ YTN 전무이사

## 학력
- 서울대학교 지질과학과 학사